# Aulogymnus insculptus
Aulogymnus insculptus är en stekelart som beskrevs av Zhu, Lasalle och Huang 1999. Aulogymnus insculptus ingår i släktet Aulogymnus och familjen finglanssteklar. Inga underarter finns listade.